# Salomo van Hongarije

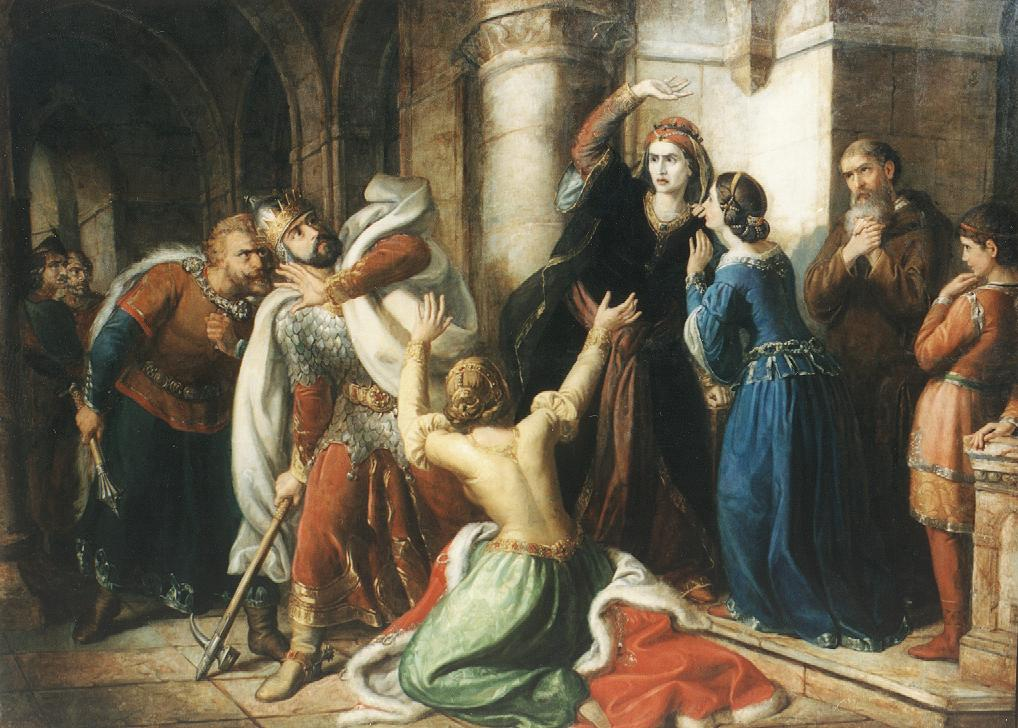
'Salomon Árpád, koning van Hongarije'.
Door Petrics Soma (1855–1857)

Salomo (1052-1087) was van 1063 tot 1074 koning van Hongarije. Hij was de enige zoon van koning Andreas I van Hongarije, uit zijn tweede huwelijk met Anastasia van Kiev.
Om de erfopvolging veilig te stellen werd hij door zijn vader al op 5-jarige leeftijd tot koning gekroond. Na het overlijden van zijn vader werd hij echter snel van de troon gestoten door zijn oom Béla I. Na het overlijden van Béla in 1063, werd hij uiteindelijk koning van Hongarije. Hij veroverde Belgrado op Byzantium. Na de slag van Mogyorod in 1074 werd hij evenwel verdreven als koning door zijn neef Géza, de zoon van Béla.
In 1063 was hij getrouwd met Judith, de dochter van keizer Hendrik III, en werd de vader van Sophie (-rond 1100), die huwde met graaf Poppo van Berg-Schelklingen.